# گزگسک (پیران)
گزگسک یک منطقهٔ مسکونی در ایران است که در دهستان پیران واقع شده‌است. براساس سرشماری مرکز آمار ایران در سال ۱۳۹۵، گزگسک ۹۱۵ نفر جمعیت دارد.